# Pediciidae
Famille
Les Pediciidae sont une famille d'insectes diptères nématocères.

## Liste des genres
Selon Catalogue of Life (29 juin 2025) :
- genre Dicranota Zetterstedt, 1838
- genre Heterangaeus Alexander, 1925
- genre Malaisemyia Alexander, 1950
- genre Nasiternella Wahlgren, 1904
- genre Nipponomyia Alexander, 1924
- genre Ornithodes Coquillett, 1900
- genre Pedicia Latreille, 1809
- genre Savchenkoiana Kocak, 1981
- genre Tricyphona Zetterstedt, 1837
- genre Ula Haliday, 1833